# Jabkenice
Jabkenice település Csehországban, a Mladá Boleslav-i járásban. Jabkenice Charvatce, Kosořice, Mcely, Loučeň, Seletice, Pěčice és Chudíř településekkel határos. Lakosainak száma 488 fő (2024. január 1.).

## Népesség
A település lakosságának változását az alábbi diagram mutatja:
| Lakosok száma | 437  | 524  | 514  | 399  | 401  | 372  | 442  | 441  | 454  | 488  |
|               | 1869 | 1890 | 1921 | 1950 | 1980 | 2001 | 2017 | 2019 | 2022 | 2024 |